# پیلیکی

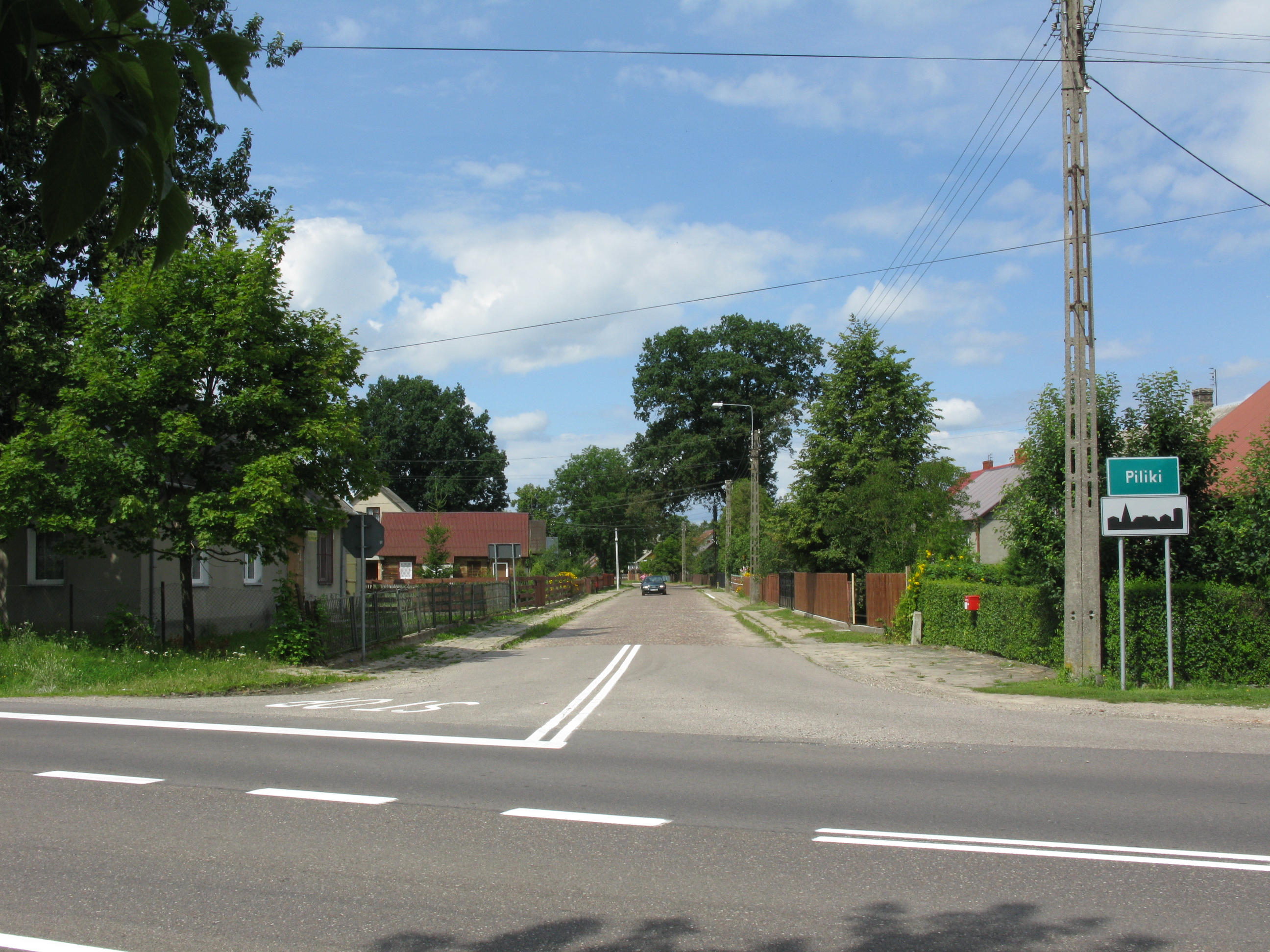
روستای پیلیکی

پیلیکی (به لهستانی:  Piliki) یک روستا در لهستان است که در گمینا بیلسک پودلاسکی واقع شده‌است.